# Tristano Bolelli
Tristano Bolelli (Bologna, 1913 – Pisa, 18 ottobre 2001) è stato un glottologo italiano.
Studiò a Pisa, Heidelberg e Parigi. Fu allievo di Clemente Merlo, Émile Benveniste e Joseph Vendryes.
Docente di glottologia prima all'Università di Roma (1942-1944) poi, soprattutto, all'università di Pisa (1944-1983), insegnò altresì sanscrito per molti anni nonché storia della lingua italiana.
Dal 1950 al 1958 fu anche vicedirettore della Scuola normale superiore di Pisa. Dal 1960 al 1983 fu direttore dell'Istituto di glottologia dell'Università di Pisa.
Fu inoltre direttore delle riviste Italia dialettale e Studi e saggi linguistici. Scrisse opere fondamentali tra le quali si ricordano Le voci di origine gallica (1941), Due studi irlandesi (1950), Per una storia della ricerca linguistica (1965, con particolari indicazioni per la linguistica storica), Cento stravaganze linguistiche (1993).
Condusse per Rai Radio 1 nel 1976 la rubrica Qualche parola al giorno.

## Principali cariche ricoperte
- 1942-1944 docente di glottologia - Università di Roma
- 1944-1983 docente di glottologia - Università di Pisa
- 1950-1958 Vice direttore Scuola Normale Superiore di Pisa
- 1960-1983 direttore dell'Istituto di glottologia dell'Università di Pisa

## Principali pubblicazioni
- Le voci di origine gallica (1941)
- Due studi irlandesi (1950)
- Per una storia della ricerca linguistica (1965)
- Storia della linguistica dalle origini al XX secolo, Feltrinelli, 1989, p. 14)
- Dizionario etimologico della lingua italiana (1989 - TEA)
- Cento stravaganze linguistiche (1993)